# Marie Belande
Marie III Belande, est une religieuse cistercienne qui fut la 22e abbesse de l'abbaye de la Cambre, au XVe siècle.

## Héraldique
d'or, à la croix d'azur